# 都庞县
都庞县，古县名。
西汉置，治所在今越南清化省石城县附近。属九真郡。东汉废，三国时，东吴复置。南朝齐时改名吉庞县。